# Hugo González (football)
Pour les articles homonymes, voir Hugo González.
Hugo Armando González Muñoz, né le 11 mars 1963 à Santiago au Chili, est un joueur de football international chilien, qui évoluait au poste de défenseur central, avant de devenir ensuite entraîneur.

## Biographie

### Carrière en club
Hugo González évolue au Chili et au Mexique, principalement avec les clubs de Colo-Colo, de Cruz Azul, et de Cobreloa.
Il dispute 206 matchs en première division chilienne, et 32 matchs en première division mexicaine. Il remporte au cours de sa carrière, trois championnats du Chili, et quatre Coupes du Chili.
Il joue également 27 matchs en Copa Libertadores.

### Carrière en sélection
Il reçoit 24 sélections en équipe du Chili entre 1988 et 1993, inscrivant deux buts.
Il participe avec le Chili à la Copa América 1989 organisée au Brésil.
Il dispute également deux matchs face au Brésil rentrant dans le cadre des éliminatoires du mondial 1990.

### Carrière d'entraîneur
Il dirige brièvement les joueurs de Colo-Colo lors de l'année 2013.

## Palmarès
- Champion du Chili en 1986 et 1989 avec Colo-Colo ; en 1992 avec Cobreloa
- Vainqueur de la Coupe du Chili en 1985, 1988, 1989 et 1994 avec Colo-Colo